# ブルー・ピカルディー・スパニエル

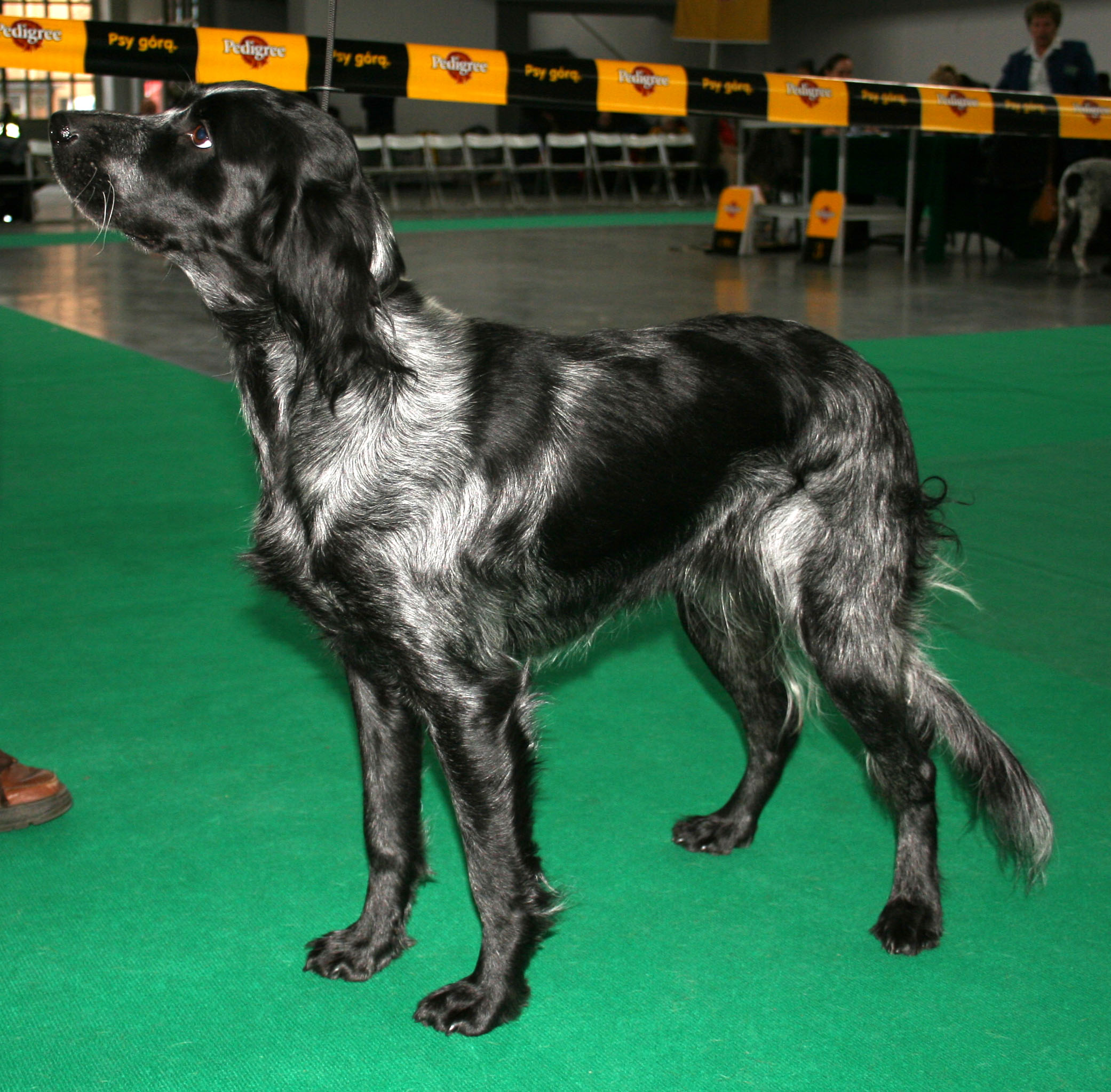
ブルー・ピカルディー・スパニエル

ブルー・ピカルディー・スパニエル（英：Blue Picardy Spaniel）とは、フランス原産のスパニエル犬種である。犬種名はブルー・ピカルディ・スパニエルと表記されることもある。尚、名前の似通ったピカルディー・スパニエルはこれの原種である。

## 歴史
19世紀後半に作出された犬種で、ピカルディー・スパニエルにゴードン・セッターを交配させて改良を加え、能力だけでなく美しさもより際立つようにして作り出された犬種である。
ブルー・ピカルディー・スパニエルは主に鳥猟犬として多目的に使われた。ヤマシギやカモなどの鳥を探し、発見すると主人にセッティングを行って知らせる。主人は犬にしたがって鳥を投網で捕らえるか猟銃で撃って仕留め、猟銃で撃ち落された場合は本種がそれを回収する役割も果たす。ブルー・ピカルディー・スパニエルはゴードン・セッターの血により、ピカルディー・スパニエルよりもセッティング能力に長けているのが特性である。
もとから希少な犬種ではあったが、同じくフランス原産の才色兼備の希少なスパニエル犬種であるポン・オードメル・スパニエルとピカルディー・スパニエルに比べると恵まれた人気を持ち、ペットやショードッグとして人気がある。1987年にはFCIに公認犬種として登録され、ヨーロッパでは年々人気が高まっている。とはいえ、まだ世界的な頭数は少ない。

## 特徴
原種であるピカルディー・スパニエルと比べると更に飼育しやすく、洗練されたエレガントな容姿を持っている。均等の取れた体つきで脚が長く、頭部もピカルディー・スパニエルより小さめである。耳は少し長めの垂れ耳で、尾は長い垂れ尾。耳と尾には飾り毛がある。コートは柔らかいロングコートで、毛色はブルー・ローンかブラック・ローンを地としてブラックの斑があるもの。体高56〜61cm、体重19.5〜20.5kgの大型犬で、性格は知的で温厚、冷静で攻撃的な面が一切無い。子供も大好きで、他の犬やネコに対しても友好的である。しつけの飲み込みや状況判断力がよく、協調性も優れていて家庭犬として飼育するのによく向いた犬種である。ピカルディー・スパニエルよりも劣る点は体力や陽気さであるが、家庭犬として飼育するに当たってはなんら問題点とはならない。運動量は普通である。